# Бекреневский Свято-Николаевский монастырь
Бекреневский Свято-Николаевский монастырь —  бывший женский православный монастырь в Константиновском районе Ростовской области России (ныне относится к Волгодонской епархии).
Создан в 1910 году. К монастырю относился Свято-Николаевский собор; деревянная двухпрестольная церковь во имя Св. Николая и св. Благоверного князя Александра Невского; колодец, выкопанный основателем монастыря С. И. Поляковым; дом священника, гостиница для паломников. Рядом с гостиницей было монастырское кладбище с деревянной церковью во имя преподобного Сергия Радонежского. Главной святыней этого монастыря была Козельщанская икона Божией Матери. Монастырем с момента создания управляла игумения Амфиана. Просуществовал до 1929 года.
9 мая —  в честь Св. Николая, покровителя обители, 14 сентября — Воздвижение Креста Господня.

## История
Создание Бекреневского монастыря связано с Крымской войной 1853—1856 годо́в. Участникам обороны Севастополя не хватало боеприпасов, воды и продовольствия, медикаментов. Пресную воду защитники Севастополя добывали в окрестных колодцах и делили между ранеными солдатами.
Одним из участником обороны Севастополя в 1854 году был казак станицы Марьинской Цимлянского района, урядник Сергей Поляков. По возвращении с войны, он выполнил данный им обет — вырыть в память о погибших товарищах колодец. Колодец был вырыт им в Бекреневской балке, неглубокий овраг, названный так в честь знатного татарского война Бекреня, преданиям захороненного здесь. Вырытый колодец имел глубину около 12,5 метров, в нём забил ключ. Колодец был оборудован покрытым деревянным срубом, под крышей сруба установили икону святителя Николая Чудотворца. Источник был освящён.
25 мая 1867 года от террористического акта был спасён император Александр II. Ради увековечения этого события друг С. И. Полякова вместе с торговцем С. С. Абросимовым отослали императору телеграмму с предложением в память о спасении пожертвовать 1000 рублей на украшение храма, возвести над вырытым ими колодцем часовню и совершать ежегодно 9 мая крестный ход из станицы Марьинской до Бекреневского колодца.
По указу императора Александра II у колодца была возведена часовня и освящена во имя св. Николая Чудотворца. Колодец стал почитаться святым местом. Сюда ежегодно 9 мая, в день святого Николая Чудотворца (22 мая по новому стилю), устраивался Крестный ход, собиравший до пяти тысяч паломников.
17 октября 1888 года произошло крушение поезда у станции «Борки». При этом Государь Император Александр III и его семья остались живы и здоровы.
В ознаменование этого события последовала просьба к Донскому Архипастырю переделать часовню Николая Чудотворца в храм. Разрешение архиепископа Макария было получено. Часовню перестроили в церковь св. Николая и в 1888 году освятили. Храм получился просторным, с иконостасом и расписанными стенами.
При церкви было образовано Архиерейское подворье, в котором проживал иеромонах Архиерейского дома Геннадий. Указом Св. Синода за N2 348 25 июля 1895 года существующее подворье было преобразовано в Свято-Николаевский Бекреневский монастырь. Первоначально монастырь был мужским. В 1910 году, по ходатайству Архиепископа Донского и Новочеркасского Владимира перед Святейшим Синодом, его преобразовали в женский.
Монастырь был освящён 30 июня 1913 года. Монастырем управляла игумения Амфиана —  опытная Старочеркасская монахиня.
Около Свято-Никольского собора монастыря находилась отапливаемая деревянная двухпрестольная церковь во имя Св. Николая и св. благоверного князя Александра Невского. В ней зимой проходили богослужения. В монастырском дворе был дом для игумении, трапезная, флигели для старейших монахинь, колодец, выкопанный С. И. Поляковым и др.

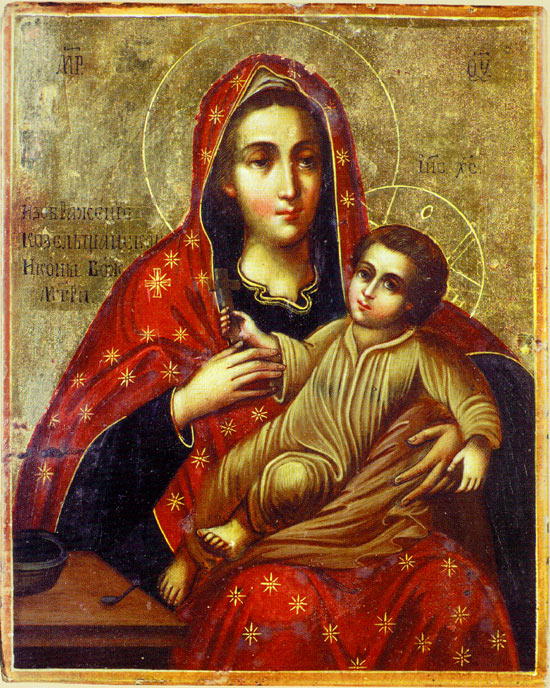
Козельщанская икона Божией Матери

В середине 1920-х годов монастырь был закрыт. Последней игуменьей была матушка Митрофания. В 1928 году его земля передали артели по совместной обработке земли. В 1929 году артель преобразовали в коммуну «Правда».
В 1930-х годах игумения Валериана и монахини были арестованы по подозрению в проведении агитации против коллективизации. 13 сентября 1930 года игумению Валериану и монахинь осудили тройкой ОГПУ Северо-Кавказского края по ст. 58/10 УК на 5 лет ссылки в Северный край.
В 1950-х годах монастырь был разрушен. В настоящее время на его месте установлен поклонный крест, к которому ежегодно 22 мая проводятся крестные ходы. В станице Мариинской восстанавливается Николаевский храм.